# Rachel Devirys
Rachel Itzkovitz dite Rachel Devirys, épouse Monat née le 28 février 1890 à Simferopol (Crimée, Empire russe) et morte le 16 mai 1983 à Nice (Alpes-Maritimes), est une actrice française d'origine russe.

## Filmographie
- 1917 : Le Balcon de la mort de Gaston Leprieur
- 1917 : La Grande Vedette d'Édouard-Émile Violet
- 1917 : Rita d'Édouard-Émile Violet
- 1917 : Le Roman d'une phocéenne de Charles Maudru
- 1917 : Aimer, c'est souffrir de Charles Maudru - court métrage -
- 1917 : L'Impossible Aveu de Charles Maudru - court métrage -
- 1917 : Quand Madelon de Roger Lion - chanson filmée -
- 1918 : L'Accusé de Charles Maudru
- 1918 : Le Retour aux champs de Jacques de Baroncelli
- 1918 : Plouf a eu peur de Fernand Rivers - court métrage -
- 1919 : Celle qui n'a pas dit son nom de Maurice de Marsan
- 1919 : La Nouvelle Aurore d'Émile-Édouard Violet - ciné-roman en 16 époques -
- 1920 : Au-delà des lois humaines de Gaston Roudès et Marcel Dumont
- 1920 : Les Deux Baisers de Théo Bergerat
- 1920 : Maître Evora de Gaston Roudès
- 1921 : Prisca de Gaston Roudès
- 1922 : La Voix de l'océan de Gaston Roudès
- 1923 : Vidocq de Jean Kemm - ciné-roman en 10 époques -
- 1923 : Le Doute de Gaston Roudès
- 1923 : Visages d'enfants de Jacques Feyder
- 1924 : Les Cinquante ans de Don Juan (Le réveil de Maddalone) d'Henri Étiévant
- 1924 : Pour toute la vie - Para toda la vida de Benito Perojo
- 1925 : Le Château de la mort lente de E.B Donatien
- 1925 : Monte Carlo de Louis Mercanton
- 1925 : La Nuit de la revanche d'Henri Étiévant
- 1926 : Le Berceau de Dieu ou Les Ombres du passé de Fred Leroy-Granville
- 1926 : La Bonne Hôtesse de Juliette Bruno-Ruby
- 1926 : Croquette, une histoire de cirque  ou La Môme du cirque de Louis Mercanton
- 1926 : Morgane la sirène de Léonce Perret
- 1928 : La Vocation de Jean Bertin
- 1929 : L'Appel du large ou En marge de Jean Bertin
- 1929 : L'Emprise de H.C. Grantham-Hayes
- 1929 : Maternité de Jean-Benoît Lévy
- 1930 : Un drame dans la tempête de Henri Diamant-Berger - court métrage -
- 1931 : Le Capitaine Craddock ou Une bombe sur Monte-Carlo de Hanns Schwarz et Max de Vaucorbeil ainsi que la version allemande Bomben auf Monte-Carlo de Hanns Schwarz
- 1932 : Ariane, jeune fille russe de Paul Czinner
- 1932 : L'Amour et la Veine de Monty Banks
- 1932 : Je vous aimerai toujours - T'amero sempre de Mario Camerini
- 1933 : Les Aventures du roi Pausole d'Alexis Granowsky, ainsi que la version autrichienne Die abenteur des königs Pausole d'Alexis Granowsky
- 1933 : Crainquebille de Jacques de Baroncelli
- 1934 : Famille nombreuse d'André Hugon
- 1935 : Les dieux s'amusent ou Amphitryon II de Reinhold Schünzel et Albert Valentin
- 1935 : L'École des vierges de Pierre Weill
- 1936 : Le Vertige de Paul Schiller
- 1936 : Bach détective de René Pujol
- 1936 : Les Demi-vierges de Pierre Caron
- 1936 : Gigolette d'Yvan Noé
- 1948 : Le Colonel Durand de René Chanas
- 1948 : Piège à hommes de Jean Loubignac
- 1948 : Meurtre à la clinique de Pierre Blondy - court métrage -
- 1949 : Les Enfants terribles de Jean-Pierre Melville
- 1949 : Nous avons tous fait la même chose de René Sti
- 1950 : Cache-cache police de René Sti - court métrage -
- 1955 : Gervaise de René Clément
- 1955 : Trois de la canebière de Maurice de Canonge